# جورج إدوين كينغ
جورج إدوين كينغ هو قاضي وسياسي كندي، ولد في 8 أكتوبر 1839 في سانت جون في كندا، وتوفي في 7 مايو 1901 في كندا بسبب نوبة قلبية. حزبياً، نشط في Confederation Party ‏. وقد انتخب عضو الجمعية التشريعية لنيو برونزويك ‏ وانتخب Premier of New Brunswick ‏ (5 يوليو 1872 – 3 مايو 1878).